# Ines Geissler
Ines Geissler, född 16 februari 1963 i Marienberg, är en före detta östtysk simmare.
Geissler blev olympisk guldmedaljör på 200 meter fjärilsim vid sommarspelen 1980 i Moskva.